# Mandera (hạt)
Hạt Mandera là một hạt thuộc tỉnh Đông Bắc ở Kenya. Theo điều tra dân số ngày 24 tháng 8 năm 1999, hạt này có dân số 250372 người. Hạt Mandera có diện tích 26744 km². Hạt lỵ đóng tại Mandera.